# Groningen (thành phố)
Groningen là thủ phủ của tỉnh Groningen ở Hà Lan. Với dân số 185.000, hiện đây là thành phố lớn nhất ở phía bắc Hà Lan. Đây là một thành phố đại học với 45.000 sinh viên.

## Lịch sử

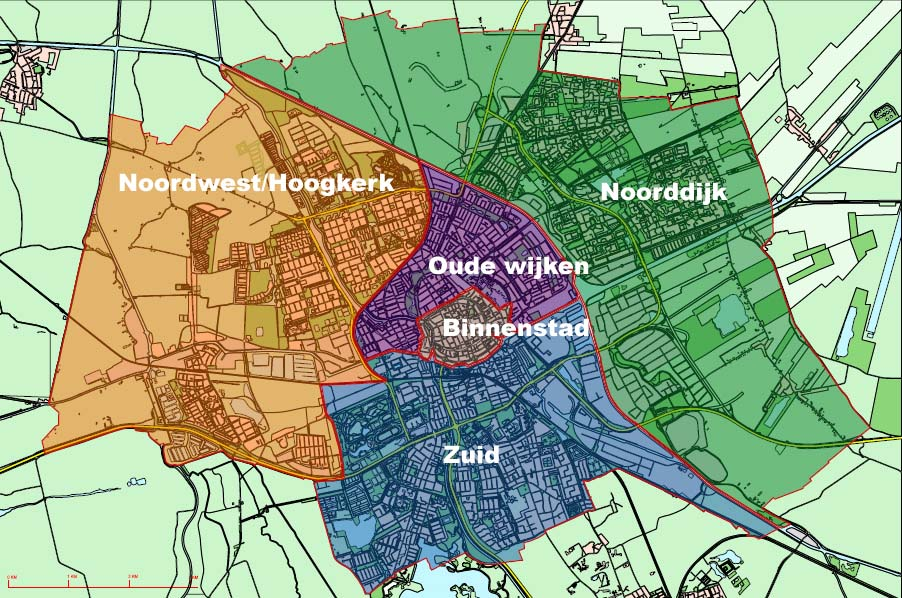
Các phường của Groningen

Thành phố này được thành lập tại điểm cực bắc của vùng Hondsrug. Tài liệu cổ nhất ghi chép về sự tồn tại của Groningen vào năm 1040. Tuy nhiên, thành phố đã tồn tại từ lâu trước thời gian này: các di vật khảo cổ có niên đại từ năm 3950–3720 Công nguyên, dù khu định cư lớn đầu tiên ở Groningen là từ năm 3 Công nguyên.
Thế kỷ 13, Groningen đã là một trung tâm thương mại quan trọng và cư dân của thành phố này đã xây một thành xung quanh. Thành phố có ảnh hưởng tới khu vực xung quanh và khiến ngôn ngữ ở đây thành tiếng phổ thông cho khu vực xung quanh. Vào thế kỷ 15, tỉnh Friesland gần đó được quản lý từ Groningen. Trong thời kỳ này, tháp Martini đã được xây, cao 127 m.
Năm 1614, Đại học Groningen đã được thành lập, ban đầu chỉ dành cho giáo dục tôn giáo. Cùng thời gian này, thành phố mở mang nhanh chóng và một tường thành mới đã được xây.
Trong Chiến tranh thế giới thứ hai, thành phố bị hư hại nặng nhưng tháp Maritni và nhà thờ Goudkantoor, cũng như tường thành không bị phá hủy.

## Hội họa, văn hoá và cuộc sống
Thành phố được biết đến như là "thủ phủ của miền Bắc" và như là "Martinistad" (Thành phố Martini) - Martinitoren.
Mặc dù Groningen là một thành phố không quá lớn, nó đóng vai trò quan trọng như là trung tâm đô thị của Hà Lan, đặc biệt là lĩnh vực âm nhạc và hội họa, giáo dục và kinh doanh. Một số lượng lớn sinh viên sống tại Groningen đóng góp cho sự đa dạng về văn hoá cho thành phố này.
Bảo tàng
Bảo tàng quan trọng và nổi tiếng nhất Groningen là Groninger Museum. Toà nhà hiện tại được thiết kế bởi Alessandro Mendini, Bảo tàng đã được thay đổi thành một trong nhưng bảo tàng hiện đại và sáng tạo nhất Hà Lan. Hơn thế nữa, thành phố này còn có một bảo tàng hàng hải, bảo tàng đại học, bảo tàng truyện tranh và một bảo tàng đồ hoạ. Groningen còn là quê hương của Noorderlicht, một nền tảng điện ảnh quốc tế với một bộ sự tập ảnh và tổ chức lễ hội ảnh thế giới.
Nhà hát và âm nhạc
Groningen có một nhà hát thành phố (Stadsschouwburg), toạ lạc tại Turfsingel, một nhà hát to và địa điểm tổ chức hoà nhạc tên Martini Plaze, và một trung tâm văn hoá lớn trên đường Trompsingel tên Oosterpoort. Vera toạ lạc tại Oosterstraat, Grand Theatre tại Grote Markt, và Simplon tại Boterdiep. Rất nhiều quán cà phê có nhạc sống và một số ít khác phục vụ nhạc jazz, bao gồm Jazzcafe De Spiegel trên đường Peperstaat. Những sinh viên học về nhạc jazz đến từ trường Prince Claus Conservatoire thường tổ chức những buổi biểu diễn nhạc jazz thường xuyên như Peter Pan tại Voor Het Voormalige Klein Poortje và quán cà phê De Smederij tại Tuinstraat 2-4. Groningen cũng được biết tới là nơi tổ chức Eurosonic Festival - một sự kiện âm nhạc thường niên với hơn 100 ban nhạc khắp châu Âu.
Giải trí về đêm
Giải trí về đêm tại Groningen phụ thuộc rất lớn vào lượng sinh viên tại đây. Không khí ở đây thường sôi động và đáng chú ý so với kích thước của thành phố. Cụ thể như, Grote Markt, Vismarkt, Poelestraat và Peperstraat là những nơi đông đúc và mỗi buổi tốt, nhất là những quán bar không đóng cửa tận 5 giờ sáng. Những năm 2005 - 2007, Groningen được bình chọn là "de beste binnenstad" (trung tâm thành phố tốt nhất) của Hà Lan. Có 2 khu phố đèn đỏ tại đây, một ở Nieuwstad và một ở A-kwartier. Cả hai đều gần hoặc ngay trong trung tâm thành phố.

## Đô thị kết nghĩa
Thành phố này kết nghĩa với:
- Graz
- Jabalya
- Kaliningrad
- Katowice
- Murmansk
- Newcastle
- Odense
- Oldenburg
- San Carlos
- Tallinn
- Thiên Tân
- Zlin

và với tiểu bang Michigan của Hoa Kỳ.

## Những người sinh ở Groningen
- Roche Braziliano (khoảng 1635), hải tặc
- Daniel Bernoulli (1700), nhà toán học, nhà vật lý
- Albert Eckhout (1610), họa sĩ
- Jozef Israëls (1824), họa sĩ
- Hendrik Willem Mesdag (1831), họa sĩ
- Samuel van Houten (1837), chính khách
- Heike Kamerlingh Onnes (1853), nhà vật lý đoạt giải Nobel
- Johan Huizinga (1872), nhà sử học
- Jaap Eden (1873), vận động viên
- Julia Culp (1880), mezzo-soprano
- A. W. L. Tjarda van Starkenborgh Stachouwer (1888), thống đốc cuối cùng của Đông Ấn Hà Lan (Indonesia ngày nay)
- Jan C. Uiterwijk (1915), vận động viên
- Ida Vos (1931), nhà văn, nhà thơ
- Wim T. Schippers (1942), nghệ sĩ
- Corrie Winkel (1944), vận động viên
- Joanna Gash (1944), chính khách Úc
- Jan Sloot (khoảng 1945), nhà phát minh
- Alfred Lagarde (1948), radio deejay
- Gerard Kemkers (1967), huấn luyện viên trượt băng
- Stephan Veen (1970), vận động viên
- Rutger Smith (1981), vận động viên
- Kim Feenstra (1986), người mẫu
- Robert Mulder (1943), nhiếp ảnh gia